# Municipio de Taylor Butte
El municipio de Taylor Butte (en inglés: Taylor Butte Township) es un municipio ubicado en el condado de Adams en el estado estadounidense de Dakota del Norte. En el año 2010 tenía una población de 14 habitantes y una densidad poblacional de 0,15 personas por km².

## Geografía
El municipio de Taylor Butte se encuentra ubicado en las coordenadas 46°10′9″N 102°33′36″O / 46.16917, -102.56000. Según la Oficina del Censo de los Estados Unidos, el municipio tiene una superficie total de 92.98 km², de la cual 92,96 km² corresponden a tierra firme y (0,02 %) 0,02 km² es agua.

## Demografía
Según el censo de 2010, había 14 personas residiendo en el municipio de Taylor Butte. La densidad de población era de 0,15 hab./km². De los 14 habitantes, el municipio de Taylor Butte estaba compuesto por el 100 % blancos. Del total de la población el 0 % eran hispanos o latinos de cualquier raza.